# Miss Italia 2023
Miss Italia 2023 fue la 81.ª edición del concurso Miss Italia. Se llevó a cabo el 11 de noviembre de 2023 en el Palacio de Congresos de Salsomaggiore Terme, Emilia-Romaña, Italia. Después de doce años el evento regresa a este lugar. Francesca Bergesio de Piamonte fue coronada como ganadora y sucesora de Lavinia Abate del Lacio.
Por cuarto año consecutivo no fue transmitido por televisión sino únicamente en streaming, esta vez en el sitio web oficial del concurso.

## Resultados
| Posición          | Candidata |
| ----------------- | --- |
| Miss Italia 2023  | - Piamonte - Francesca Bergesio |
| Primera finalista | - Lombardía - Veronica Lasagna |
| Segunda finalista | - Cerdeña - Siria Pozzi |
| Top 10            | - Abruzos - Giorgia Gjinaj - Apulia - Chiara Viscillo - Campania - Jasmine D'Aniello - Friul-Venecia Julia - Lisa Piran - Lacio - Chiara Avanzi - Marcas - Chiara Clementi - Sicilia - Gloria Di Bella |

### Premios especiales
| Premio                    | Candidata                                |
| ------------------------- | ---------------------------------------- |
| Miss Miluna               | - Lacio - Chiara Avanzi                  |
| Miss Belleza Rocchetta    | - Trentino-Alto Adigio - Valentina Riedo |
| Miss Deporte Givova       | - Campania - Jasmine D'Aniello           |
| Miss Cinema Dr. Kleein    | - Véneto - Luna Mariasole Meneguzzo      |
| Miss Framesi              | - Liguria - Nicole Barbagallo            |
| Miss Sonrisa MyLamination | - Emilia-Romaña - Alice Galante          |
| Miss Elegancia            | - Apulia - Chiara Viscillo               |
| Miss Conducción Segura    | - Piamonte - Francesca Bergesio          |
| Miss Personalidad         | - Lacio - Giulia Gerardi                 |

## Candidatas
40 candidatas compitieron por el título.
| Región               | N.º | Candidata                | Edad | Método de clasificación    | Residencia                 |
| -------------------- | --- | ------------------------ | ---- | -------------------------- | -------------------------- |
| Abruzos              | 13  | Siria Di Giacomo         | 19   | Miss Abruzos               | Roccacasale                |
| Abruzos              | 36  | Giorgia Gjinaj           | 19   | Miss Abruzos+              | Torricella Sicura          |
| Apulia               | 17  | Katrin Quaratino         | 18   | Miss Apulia                | Altamura                   |
| Apulia               | 28  | Chiara Viscillo          | 20   | Miss Apulia+               | Foggia                     |
| Basilicata           | 16  | Elena Paciello           | 20   | Miss Basilicata            | Tricarico                  |
| Basilicata           | 26  | Aurora Laguardia         | 18   | Miss Basilicata+           | Potenza                    |
| Calabria             | 18  | Carlotta Caputo          | 17   | Miss Calabria              | Regio de Calabria          |
| Calabria             | 40  | Zari Mastruzzo           | 23   | Miss Calabria+             | Rende                      |
| Campania             | 15  | Sofia Viola              | 19   | Miss Campania              | Pozzuoli                   |
| Campania             | 30  | Jasmine D'Aniello        | 21   | Miss Campania+             | Scalea                     |
| Cerdeña              | 20  | Siria Pozzi              | 22   | Miss Cerdeña               | Sestu                      |
| Cerdeña              | 23  | Bianca Puddu             | 23   | Miss Cerdeña+              | Senorbì                    |
| Emilia-Romaña        | 8   | Greta Laura Remorgida    | 18   | Miss Emilia-Romaña         | Módena                     |
| Emilia-Romaña        | 39  | Alice Galante            | 21   | Miss Emilia-Romaña+        | Sassuolo                   |
| Friul-Venecia Julia  | 5   | Jenny Ferino             | 19   | Miss Friul-Venecia Julia   | Lestizza                   |
| Friul-Venecia Julia  | 25  | Lisa Piran               | 22   | Miss Friul-Venecia Julia+  | Staranzano                 |
| Lacio                | 12  | Chiara Avanzi            | 20   | Miss Lacio                 | Roma                       |
| Lacio                | 38  | Giulia Gerardi           | 21   | Miss Lacio+                | Roma                       |
| Liguria              | 7   | Nicole Barbagallo        | 24   | Miss Liguria               | Casarza Ligure             |
| Liguria              | 27  | Elisa Vico               | 20   | Miss Liguria+              | Mallare                    |
| Lombardía            | 3   | Alessia Anzioli          | 18   | Miss Lombardía             | Trezzano sul Naviglio      |
| Lombardía            | 29  | Veronica Lasagna         | 19   | Miss Lombardía+            | Mantua                     |
| Marcas               | 11  | Swami Morici             | 19   | Miss Marcas                | Serra San Quirico          |
| Marcas               | 34  | Chiara Clementi          | 18   | Miss Marcas+               | Porto San Giorgio          |
| Molise               | 14  | Martina Di Stefano       | 22   | Miss Molise                | Santa Croce di Magliano    |
| Molise               | 32  | Antonella Iaffaldano     | 21   | Miss Molise+               | Térmoli                    |
| Piamonte             | 1   | Francesca Bergesio       | 19   | Miss Piamonte              | Cervere                    |
| Piamonte             | 21  | Ludovica Tullio          | 19   | Miss Piamonte+             | Vinovo                     |
| Sicilia              | 19  | Gloria Di Bella          | 18   | Miss Sicilia               | Palermo                    |
| Sicilia              | 24  | Anastasia Pellegrino     | 20   | Miss Sicilia+              | Santa Margherita di Belice |
| Toscana              | 9   | Giada Pieraccini         | 18   | Miss Toscana               | Stranezza                  |
| Toscana              | 35  | Debora Sarti             | 26   | Miss Toscana+              | Casalguidi                 |
| Trentino-Alto Adigio | 4   | Michela Andreatta        | 26   | Miss Trentino-Alto Adigio  | Bedollo                    |
| Trentino-Alto Adigio | 31  | Valentina Riedo          | 19   | Miss Trentino-Alto Adigio+ | Pomarolo                   |
| Umbría               | 10  | Greta Narcisi            | 19   | Miss Umbría                | Bastia Umbra               |
| Umbría               | 37  | Arianna Pizzoni          | 18   | Miss Umbría+               | Foligno                    |
| Valle de Aosta       | 2   | Greta Cugliari           | 18   | Miss Valle de Aosta        | Nichelino                  |
| Valle de Aosta       | 22  | Elisa Fasoglio           | 20   | Miss Valle de Aosta+       | Turín                      |
| Véneto               | 6   | Luna Mariasole Meneguzzo | 24   | Miss Véneto                | Brendola                   |
| Véneto               | 33  | Vittoria Gasparin        | 20   | Miss Véneto+               | Treviso                    |